# توچیلووو (توتین)
توچیلووو (به صربی: Točilovo) یک منطقهٔ مسکونی در صربستان است که در توتین، صربستان واقع شده‌است. توچیلووو ۱۵۶ نفر جمعیت دارد.